# Tiepolos Geburtshaus

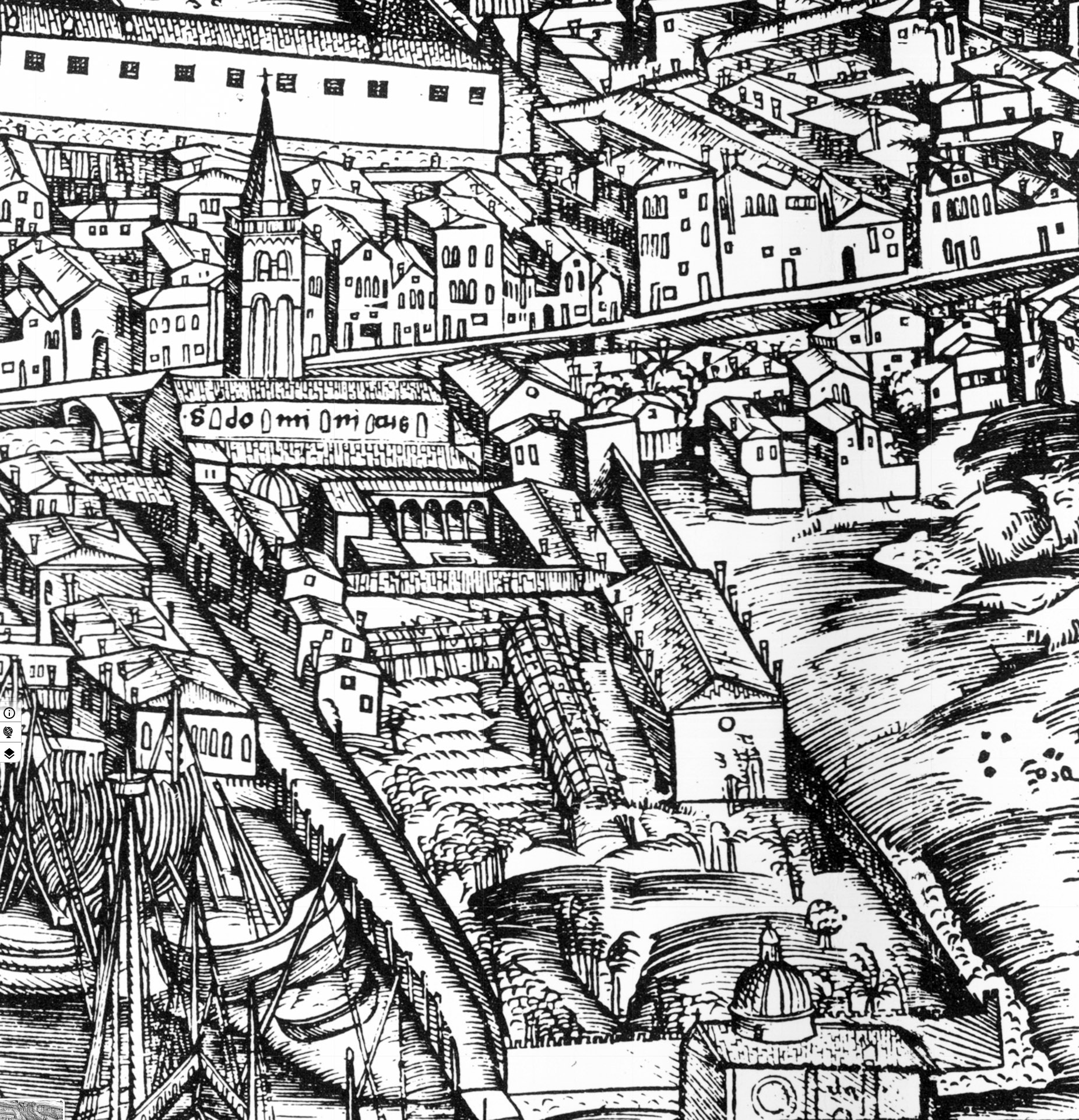
Jacopo de' Barbari, Kirche San Domenico, 1500

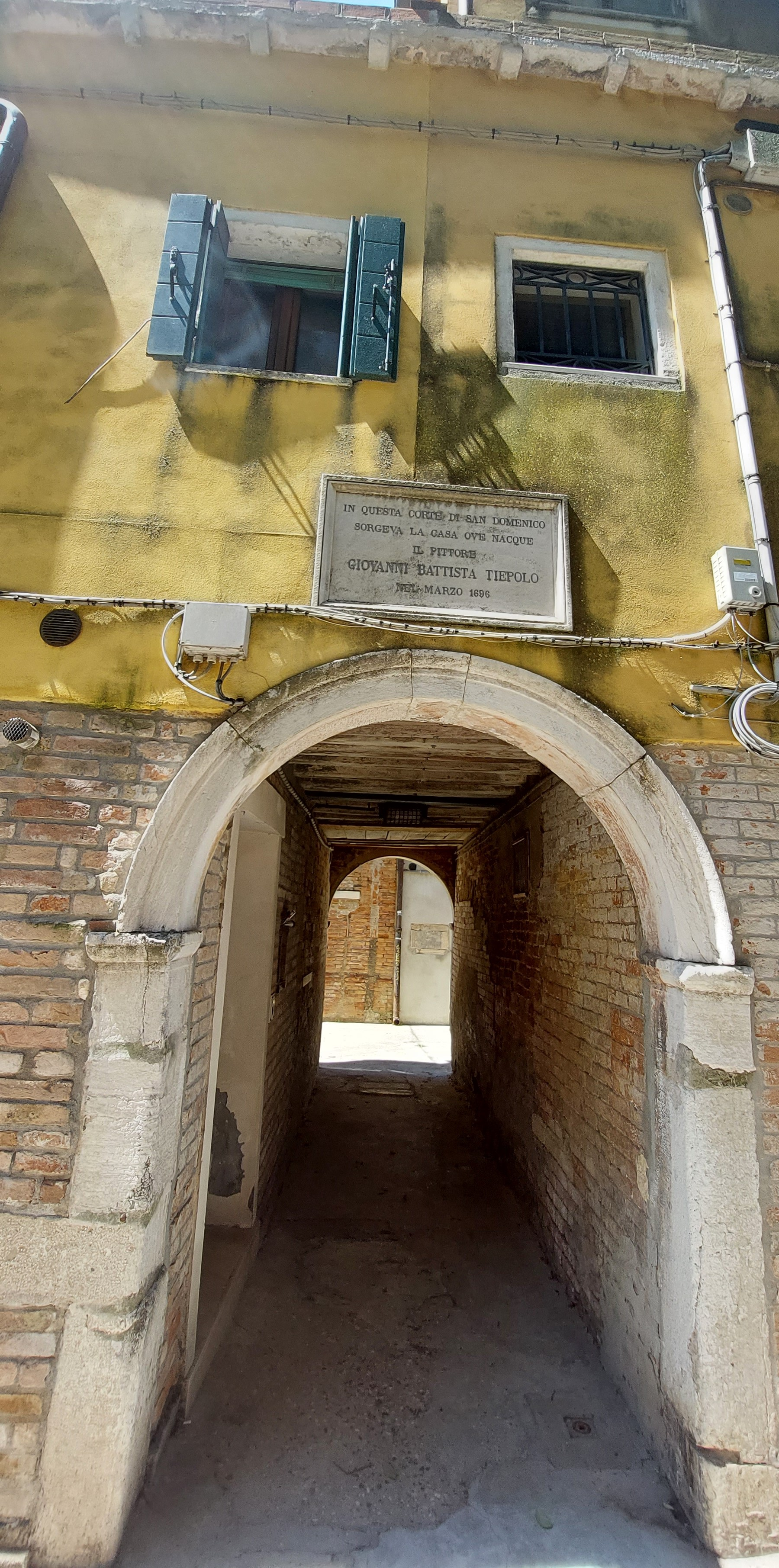
Gedenktafel zu Tiepolos Geburtshaus in Venedig

Das Geburtshaus des venezianischen Barock- und Rokokomalers Giovanni Battista Tiepolo (1696–1770) befand sich einst im Corte San Domenico in Venedig. Heute erinnert nur noch eine Gedenktafel in der Calle San Domenico, unweit der Anlegestelle Giardini, an diesen Ort.

## Geschichte

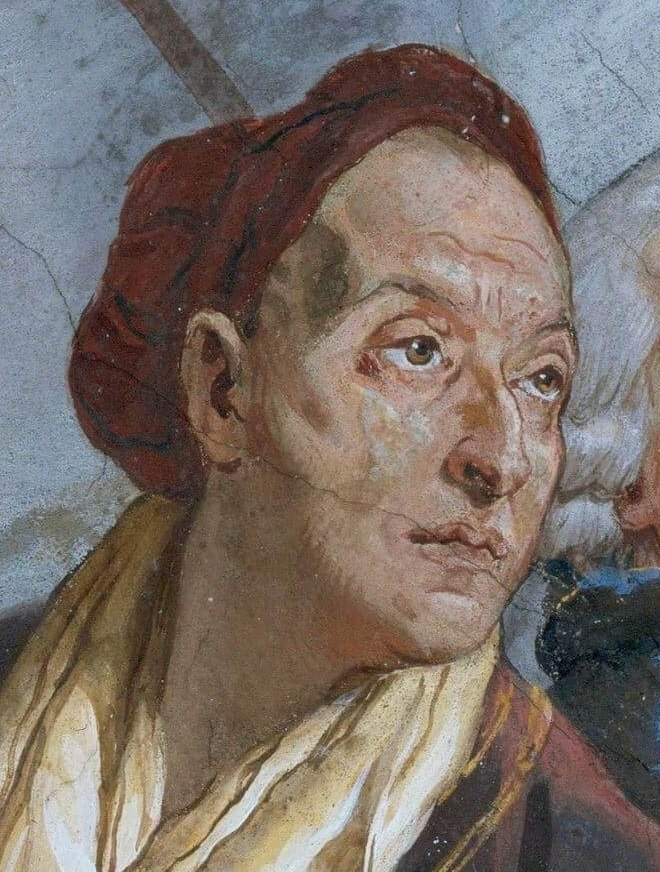
Der Künstler selbst – Detail aus dem Fresko in der Würzburger Residenz, 1750–53

Giovanni Battista Tiepolo wurde am 5. März 1696 als sechstes Kind von Orsetta und Domenico Tiepolo geboren. Nachweislich fand die Taufe am 16. April 1696 in der Kirche San Pietro di Castello statt. Der Taufpate von Giambattista war der venezianische Adlige Giovanni Donà. Diese Tatsache führte jahrzehntelang in der Forschung zu der wechselnden  Annahme, dass die Familie von Giambattista Tiepolo ursprünglich mit den in den Adelsstand erhobenen Tiepolos verwandt war. Neuere Dokumente haben jedoch belegt, dass die Mutter Orsetta eine „Marangon“ (venez. Zimmermann)  war – das bedeutet, dass sie aus einer Zimmermannsfamilie stammte. Der Vater Domenico taucht ebenfalls in keiner Genealogie des Adels im 17. und 18. Jahrhundert in Venedig auf. Er wird in zeitgenössischen Dokumenten als Händler ("mercante"), als  Kapitän ("capitano da mar") sowie als Miteigentümer von Handelsschiffen ("percenevolo di vascello") beschrieben. Der Vater starb, als Giambattista sich im ersten Lebensjahr befand. Bereits im Alter von 14 Jahren kam der junge talentierte Tiepolo in die nahegelegene Werkstatt des venezianischen Malers Gregorio Lazzarini (1655–1730), die sich ebenfalls in San Pietro di Castello befand.

## Lage in Venedig
Der Corte San Domenico lag in unmittelbarer Nähe der Chiesa San Domenico, dem ein Kloster angeschlossen war. Der Komplex erstreckte sich auf dem Areal an der Ecke der heutigen Via Garibaldi und der Viale Garibaldi. Der Doge Marino Zorzi hatte die Anlage, die 1317 fertiggestellt wurde, testamentarisch verfügt. Ab dem Jahr 1560 wurde das venezianische Inquisitionsgericht nach San Domenico verlagert. Hier befand sich auch ein angeschlossenes Gefängnis und am 29. April jeden Jahres wurden verbotene und konfiszierte Bücher von den Mönchen auf einer Brücke verbrannt. Das Kloster und die Kirche wurden auf Befehl von Napoleon im Jahre 1806 geschlossen und später abgerissen. Danach entstanden dort die Giardini (die napoleonischen Gärten), wo sich heute das Gelände der Biennale di Venezia befindet.